# Brivaracetam
Le brivaracétam, vendu entre autres sous les noms de marque Briviact et Brivajoy, un analogue chimique du lévétiracétam, est un dérivé de racétam aux propriétés anticonvulsivantes (antiépileptiques),. Il est commercialisé par la société pharmaceutique UCB,.
Il est disponible en tant que médicament générique.

## Usage médical
Le brivaracétam est utilisé pour traiter les crises de convulsions partielles avec ou sans généralisation secondaire, en association avec d'autres médicaments antiépileptiques,.

## Effets indésirables
Les effets indésirables les plus courants sont la somnolence, les étourdissements, les nausées et les vomissements. Plus rarement, des problèmes de coordination et des changements de comportement (tels que dépression sévère, agressivité, hostilité, impatience, rage, dépression, idéologie suicidaire, etc.) peuvent survenir.

## Interactions
L'administration concomitante de brivaracétam avec de la carbamazépine peut augmenter l'exposition à l'époxyde de carbamazépine, le métabolite actif de la carbamazépine, et pourrait théoriquement entraîner une diminution de la tolérance.
L'administration concomitante de brivaracétam avec de la phénytoïne peut augmenter les taux de phénytoïne. Il est peu probable que l'administration concomitante d'autres anticonvulsivants affecte l'exposition au brivaracétam.
Le brivaracétam n'apporte aucun avantage thérapeutique supplémentaire lorsqu'il est administré en association avec le lévétiracétam qui agit sur la même protéine.

## Pharmacologie

### Mécanisme d'action
On pense que le brivaracétam agit en se liant à la glycoprotéine de la vésicule synaptique 2A (SV2A), comme le lévétiracétam, mais avec une affinité 20 fois plus grande. Il existe certaines preuves que les racétams, y compris le lévétiracétam et le brivaracétam, accèdent au côté luminal des vésicules synaptiques de recyclage pendant l'endocytose vésiculaire. Ils peuvent réduire la libération de neurotransmetteurs excitateurs et améliorer la dépression synaptique pendant les trains d'activité à haute fréquence, comme on pense qu'ils se produisent pendant l'activité épileptique.

### Pharmacocinétique
Le brivaracétam présente une pharmacocinétique linéaire sur une large gamme de doses, est rapidement et complètement absorbé après administration orale, a une demi-vie d'élimination de sept à huit heures et a une liaison aux protéines plasmatiques inférieure à 20 %. Il est largement métabolisé (> 90 %), principalement par hydrolyse du groupe acétamide et secondairement par hydroxylation médiée par l'enzyme hépatique CYP2C19. Les trois principaux métabolites (hydroxy, acide et hydroxyacide) sont pharmacologiquement inactifs. Le brivaracétam est éliminé sous forme de métabolites urinaires, avec plus de 95 % d'une dose de test radioactive récupérée dans l'urine dans les 72 heures, dont seulement 8,6 % sous forme de brivaracétam inchangé.

### Pharmacogénétique
Comme indiqué ci-dessus, le brivaracétam est principalement métabolisé par hydrolyse, via des enzymes amidase, en un métabolite inactif. Dans une moindre mesure, il est également métabolisé par une voie métabolique mineure via l'hydroxylation dépendante du CYP2C19. Les personnes qui n'ont pas d'activité enzymatique du CYP2C19, "métaboliseurs lents du CYP2C19", seront plus exposées aux doses standard de brivaracétam. Parce qu'ils sont moins capables de métaboliser le médicament en sa forme inactive pour l'excrétion, ils peuvent avoir un risque accru d'effets indésirables. Les effets indésirables les plus courants du traitement par le brivaracétam comprennent la sédation, la fatigue, les étourdissements et les nausées. L'étiquette du médicament approuvée par la FDA pour le brivaracétam indique que les patients qui sont des métaboliseurs lents du CYPC19 ou qui prennent des médicaments qui inhibent le CYP2C19 peuvent nécessiter une réduction de dose.

## Propriétés chimiques et physiques

Lévétiracétam, à titre de comparaison

Le brivaracétam est l'analogue 4 R -propyle de l'anticonvulsivant lévétiracétam.